# Netrakona (stad)
Netrakona is een stad in Bangladesh. De stad is de hoofdstad van het district Netrakona. De stad telt ongeveer 57.000 inwoners.